# 陳樹渠家族
陳樹渠家族，是香港一個家族，主要經營教育機構及從事商業活動，代表人物為教育家陳樹渠。

## 歷史及家族成員

### 早期事跡
陳樹渠（Seaker S.K. Chan，1914年—1973年），字仲成，廣東防城人（今屬廣西壯族自治區防城区）。其父陳維周是民國時期粵系軍閥陳濟棠之兄，曾任國民政府廣州鹽運高官及禁煙局局長，亦有中將軍銜。陳樹渠先後就讀國立中山大學、嶺南大學、美國的哥倫比亞大學，一說於哥倫比亞大學取得碩士學位，一說取得博士學位，中國抗日戰爭期間曾於遷往重慶的復旦大學擔任法學院政治學系教授，亦曾擔任防城縣長等政府官職。

### 移居香港
1949年中华人民共和国成立，陳樹渠隨父親從廣州移居英屬香港。陳樹渠於香港一方面經商，一方面致力於福利及教育事業。商業方面，他早期從事桐油貿易，韓戰爆發後轉而投資地產及戲院。至1960年代他擁有樂聲、新聲、寶聲三家戲院，亦持有一家電動汽水機公司。
教育事業方面，陳樹渠在香港創辦多所學校，包括使用同一校舍的香江中英文中學（或簡稱香江中學）及香江書院、九龍仁伯英文書院、仁伯英文中學（紀念其岳父羅仁伯）、陳維周紀念中學、陳維周夫人紀念學校、港九街坊會第一小學。陳樹渠與陳濟棠之子陳樹桓均是1950年代定居香港的國民黨背景人士之中，最積極辦學的代表人物之一。（早在1920-30年代，因應香港大量移民人口的教育需要，香港湧現由中華民國政府資助、派員督學、能銜接內地大學的僑校，而陳濟棠主政廣東期間重視教育發展，1934年已於香港創辦德明中學，陳樹桓移居香港後繼續管理德明中學。）
1967年陳樹渠獲美國三一大學、英國自由聖公會大學頒授榮譽博士學位。他亦曾擔任北角街坊福利會會長、東方體育會會長等職。

### 陳樹渠第一次婚姻
陳樹渠的首任妻子為香港視學官羅仁伯長女羅紈素，兩人的婚姻在1937年已有記載，早於陳樹渠移居香港。羅紈素在1973年陳樹渠逝世訃聞中列為「正室」。兩人育有四名女兒，包括長女陳燭慧、次女陳燭明、三女陳燭餘、四女陳燭昭。
長女陳燭慧曾於美國留學，攻讀化學系，1959年返回香港後擔任仁伯英文中學校長。1960年與新志利洋行東主甘祥炘之七子甘光舜成婚。
次女陳燭明亦於美國留學，夫婿為黃文煒。
三女陳燭餘（Gloria）亦於美國留學，於1966年與紹榮鋼鐵創辦人龐鼎元長子龐熙成婚。陳燭餘曾任陳樹渠紀念中學校長，2011年逝世。翌年其子龐建貽娶鄭裕彤家族第三代成員的鄭志雯，兩人婚禮時陳樹渠繼室之幼女陳燭光亦以長輩身份協助打點。
四女陳燭昭曾於電視台擔任助理編導，在1980年代涉足電影圈，是導演嚴浩的首任妻子，陳燭昭自己亦曾執導電影。

### 陳樹渠第二次婚姻
1959年，陳樹渠與比他年輕二十多年的香江中學教師陳麗玲再婚。1960年代，陳樹渠與陳麗玲創辦後來稱為「寶聲集團」的企業，合力經營。1973年陳樹渠逝世，陳麗玲接掌大部分其生前創辦的學校（「陳氏教育機構」轄下）及寶聲集團。
陳麗玲自1970年代主理陳氏教育機構及寶聲集團多年。至2007年她因使用過量芬太尼鎮痛貼而猝死，其死前兩天在花旗銀行購買巨額累計股票期權合約，致虧蝕逾5億元，兩事均牽起官司。
陳麗玲離世後，陳樹渠與陳麗玲的長子陳燿璋（又作陳耀璋）繼任陳氏教育機構主席及寶聲集團董事長。
兩人的次子陳燿陽（又作陳耀陽），2003年與1997年度香港小姐競選亞軍李明慧結婚，李明慧亦為陳維周夫人紀念學校所演變成的啟基學校（港島）校董。
另有兩名女兒陳燭蓮及陳燭光。

## 陳氏教育機構
關於陳氏教育機構的創立時期，一說是陳樹渠生前創立，陳麗玲繼承；一說是陳麗玲於陳樹渠身故後創立（管理多所其生前創辦的學校，但紀念羅仁伯的仁伯英文中學應一直由正室羅紈素的一脈管理）。
1973年陳樹渠逝世時，他擔任校監的學校包括：香江書院、香江中英文中學、仁伯英文中學、陳維周紀念中學、陳維周夫人紀念學校、港九街坊會第一小學。
而據1970年代的報章記載，該時期陳氏教育機構的屬校如下：
- 陳樹渠紀念中學（於香江書院、香江中英文中學原址重新開辦）
- 深水埗陳樹渠紀念中學（1975年創辦）[36]
- 香港陳維周紀念中學
- 陳維周夫人紀念學校（後稱：北角街坊會陳維周夫人紀念學校）

至1990年的報章記載，陳氏教育機構的屬校則有：陳樹渠紀念中學、深水埗中學、北角街坊會陳維周夫人紀念學校。正室羅紈素三女陳燭餘曾於1990年代擔任陳樹渠紀念中學校長。
1995年，陳氏教育機構於九龍界限街開辦私立小學啟基學校。北角街坊會陳維周夫人紀念學校後亦演變為啟基學校（港島）。陳樹渠紀念中學幾經搬遷，定於2024/25學年停辦。
陳氏教育機構在學界以積極動員師生參與慈善籌款活動見稱。1986年末港督尤德逝世，後「尤德爵士紀念基金」成立，陳氏教育機構因尤德任內注重教育發展，亦發起向該基金募捐的活動。

## 寶聲集團
寶聲集團主要從事地產及戲院業務。2010年代陳耀璋接掌後，積極併購市區舊樓，亦發展酒店業。該集團亦於美國、英國、加拿大、新加坡、臺灣有投資項目。

## 備註
1. ↑  碩士一說較為合理，其一出處較為可信，其二如早已考獲名校博士學位，則無需在後來強調獲頒榮譽博士。其逝世時有些報道指為「哥倫比亞大學聖公會大學文法學博士」[3]，更是混亂。
2. 1 2 3 4 5  根據1973年4月20日《華僑日報》第二張第二頁之陳樹渠訃聞。
3. ↑  陳氏教育機構於陳樹渠身故後創立之說較為可信，因陳樹渠生前的新聞報道中未發現有提及此機構名稱。
4. ↑  未知「深水埗陳樹渠紀念中學」與「深水埗中學」的關係。